# 福梅納
福梅納（英語：Fomena）為迦納阿散蒂地區的城鎮、北阿丹西縣的首府。該城鎮的學校以T.I.艾哈邁迪亞高級中學較知名，屬二階段制學校。